# シリ・ガンボ
シリ・ガンボ（Siri Γambo、1191年 - 1259年）は、モンゴル帝国に仕えたタングート人将軍の一人。『元史』などの漢文史料では昔里鈐部(xīlǐqiánbù)と記される。「ガンボ（Γambo）」とはチベット系の言語（タングート語）に由来する名前で、「完成した者、覚者（sgam-po）」を意味する。

## 概要
シリ・ガンボの来歴については不明な点が多いが、モンゴル帝国の建国者チンギス・カンが中央アジア遠征を始めた頃にはこれに仕えていた。チンギス・カンが中央アジア遠征から帰還すると、一度モンゴルに服属しながら命令を拒んだ西夏国への遠征が始まった。シリ・ガンボはクト・テムルとともに沙州城の住民の説得に派遣されたが、沙州の将軍はモンゴルに降ったふりをして彼等を歓待し、首帥が至ったところで伏兵を起こしてモンゴル軍を奇襲した。この時、シリ・ガンボは自らの馬を首帥に与えて自らは敢えて奇襲に驚いて躓いていた馬を選んで乗り、殿軍を務めてモンゴル軍の退却を成功させた。後にこの功績を聞いたチンギス・カンが「死地に臨んで、汝は何故馬を代えて人に与えたのか？」と尋ねたところ、シリ・ガンボは「たとえ私が戦死したとしても重大事ではありませんが、陛下の宿将は失うべきではないと考えたためであります」と答えたため、チンギス・カンはその忠義を讃えたという。
その後、シリ・ガンボは粛州攻めに加わったが、粛州にはシリ・ガンボの兄がいた。粛州の陥落・掠奪によって家族に害が及ぶのを恐れたシリ・ガンボは粛州の城民を救うようチンギス・カンに請願した。しかしチンギス・カンは長らく降伏しない粛州の民に怒りを懐いており、粛州の常民を皆殺しにせよという聖旨（ジャルリク）を出した。しかし、シリ・ガンボの請願の一部は受け入れ、シリ・ガンボの家人106戸は死を免れたという。
1236年からはバトゥを総司令、スブタイを副司令とする東欧遠征に従軍し、1237年にはルーシに進出して也里賛城を7日にわたる激戦の末攻略するという功績を挙げた。1359年冬にはアスト人最大の都市のメゲス城の攻略に加わったが、守りが堅くなかなか城を落とすことができなかった。1360年正月、シリ・ガンボは死士10名を率いて雲梯を昇り、敵兵11名を捕らえて「城破れたり」と叫んだため、モンゴル兵はこぞってこれに続き、遂にメゲス城を攻略した。これらの功績によってシリ・ガンボは西馬・西錦を与えられ、バアトル（勇士）の称号を授与された。1361年、遠征から帰還するとシリ・ガンボは千人隊長（ミンガン）に任ぜられ、更にジャルグチ（断事官）とされた。
1246年、第3代皇帝としてグユクが即位すると、大名路ダルガチとされた。また、1247年にはマフムード・ヤラワチとともにイェケ・ジャルグチ（大断事官）とされ燕京方面を統轄するようになる。更にその後、モンケ・カアンが第4代皇帝となると、新たにブジルが同じ役職に任命されるようになったため、また新たな虎符を与えられた。1259年からはクビライの南征の兵站を担当し、一度として兵站を滞らせることはなかったが、病となり家に帰ったところで69歳にして亡くなった。死後は息子のアユルが後を継ぎ、大名路ダルガチとなった。